# Eugène Bigot
Eugène Bigot (ur. 28 lutego 1888 w Rennes, zm. 17 lipca 1965 w Paryżu) – francuski dyrygent i kompozytor.

## Życiorys
Uczył się gry na skrzypcach i fortepianie w konserwatorium w Rennes. Następnie studiował w Konserwatorium Paryskim, gdzie jego nauczycielami byli Xavier Leroux, André Gedalge i Paul Vidal. W 1913 roku został chórmistrzem Théâtre des Champs-Élysées w Paryżu, w kolejnych latach występował w Europie z zespołem Ballets suédois. W latach 1923–1925 dyrygował Société des Concerts du Conservatoire. Od 1935 do 1950 roku pełnił funkcję prezesa i dyrygenta Concerts Lamoureux. W latach 1936–1947 dyrygował również zespołem paryskiej Opéra-Comique. Współtworzył orkiestrę ORTF i w latach 1947-1965 aż do śmierci był jej dyrektorem artystycznym - głównym dyrygentem.
Zasłynął przede wszystkim jako dyrygent, jego twórczość kompozytorska ma drugorzędne znaczenie.